# Avstämningsdag

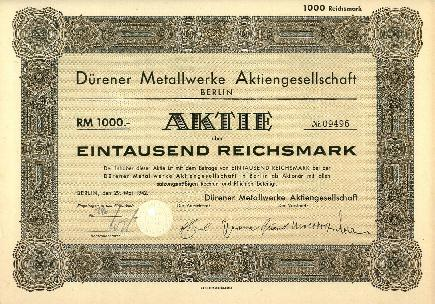
Ett tyskt värdepapper i fysisk form.

Avstämningsdag avser för värdepapper som ger utdelning, den tidpunkt då aktieboken stäms av, något som har betydelse för utdelningen. Den som är registrerad ägare på avstämningsdagen får utdelningen.  Begreppet används också i andra sammanhang, till exempel inför bolagsstämmor. Dagen efter avstämningsdatum kallas ibland x-datum eller ex-datum.